# Лючія Моріко
Лючія Моріко  (італ. Lucia Morico; нар. 12 грудня 1975, Фано) — італійська дзюдоїстка, олімпійська медалістка.

## Виступи на Олімпіадах
| Олімпіада  | Дисципліна                  | Місце |
| ---------- | --------------------------- | ----- |
| Афіни 2004 | дзюдо, напівважка категорія | 3T    |
| Пекін 2008 | дзюдо, напівважка категорія | 9T    |